# Liste der Naturdenkmäler im Bezirk Lilienfeld
Die Liste der Naturdenkmäler im Bezirk Lilienfeld enthält die Naturdenkmäler im Bezirk Lilienfeld.

## Naturdenkmäler
| Foto |                 | Name                                                                              | ID      | Standort | Beschreibung | Fläche  | Datum      |
| ---- | --------------- | --------------------------------------------------------------------------------- | ------- | --- | --- | ------- | ---------- |
| 0 BW | Datei hochladen | Orchideenwiese                                                                    | LF-090  | Annaberg KG: Annarotte GrStNr: 224/3; 280/5 Standort                                                                       | |         | 29.10.1993 |
| 0 BW |                 | Tropfsteinhöhle (Kohlerhöhle)                                                     | LF-020  | Annaberg KG: Langseitenrotte GrStNr: 452/10 Standort                                                                       | Die Kohlerhöhle (Kataster-Nr. 1833/1) liegt am Westhang des Großen Kollers (1109 m) und ist eine Schichtfugenhöhle und die größte ostalpine Gipshöhle. Die Höhle wurde 1930 als Schauhöhle erschlossen. Durch ihr Fledermausvorkommen ist die Höhle zoologisch bedeutsam.Anmerkung: Koordinaten überprüfen. |         | 10.01.1951 |
| 1    | Datei hochladen | 1 Sommerlinde                                                                     | LF-078  | Eschenau KG: Eschenau GrStNr: 26/1 Standort                                                                                | |         | 09.03.1966 |
| 1    | Datei hochladen | Baumgruppe, bestehend aus 5 Stieleichen und 1 Sommerlinde                         | LF-079  | Eschenau KG: Eschenau GrStNr: 834 Standort                                                                                 | |         | 09.03.1966 |
| 1    | Datei hochladen | 1 Sommerlinde                                                                     | LF-004  | Hohenberg KG: Hohenberg GrStNr: 251/1 Standort                                                                             | |         | 27.02.1996 |
| 1    | Datei hochladen | 2 Wasserfälle                                                                     | LF-066  | Hohenberg KG: Hohenberg GrStNr: 811/1; 882/1 Standort                                                                      | |         | 21.11.1960 |
| 0 BW | Datei hochladen | Felsnische mit einer Quelle des Seebaches                                         | LF-065  | Hohenberg KG: Hohenberg GrStNr: 792/2 Standort                                                                             | |         | 21.07.1960 |
| 0 BW | Datei hochladen | Höhlenaufschluss mit Tropfstein- und Sinterbildungen                              | LF-064  | Hohenberg KG: Hohenberg GrStNr: 793/1 Standort                                                                             | Anmerkung: Objektvermutung |         | 21.07.1960 |
| 1    | Datei hochladen | Gletschermühlenähnliche Kolke                                                     | LF-055  | Hohenberg KG: Innerfahrafeld GrStNr: 309/2 Standort                                                                        | Anmerkung: Objektvermutung |         | 21.09.1953 |
| 0 BW | Datei hochladen | Naturhöhle „Schachernhöhle“                                                       | LF-023  | Hohenberg KG: Innerfahrafeld GrStNr: 679 Standort                                                                          | Die Schachernhöhle (Kataster-Nr. 1866/9, auch Dürrntalhöhle) ist eine 1810 Meter lange Höhle im Gutensteiner Kalk. Die Höhle ist zoologisch bedeutsam und versperrt. |         | 1942       |
| 0 BW | Datei hochladen | 2 Sommerlinden                                                                    | LF-054  | Kleinzell KG: Kleinzell GrStNr: 402 Standort                                                                               | |         | 20.05.1953 |
| 0 BW | Datei hochladen | Vorkommen von Quellschnecken                                                      | LF-100  | Kleinzell KG: Kleinzell GrStNr: 832 Standort                                                                               | |         | 10.12.2001 |
| 1    | Datei hochladen | 1 Fichte                                                                          | LF-060  | Lilienfeld KG: Hintereben GrStNr: 238 Standort                                                                             | Anmerkung: Objektvermutung/grundstücksgenau |         | 16.06.1956 |
| 1    | Datei hochladen | Parkanlage im Stift Lilienfeld                                                    | LF-021  | Lilienfeld KG: Lilienfeld GrStNr: 42/3 Standort                                                                            | |         | 30.10.1956 |
| 1    | Datei hochladen | 1 Sommerlinde                                                                     | LF-027  | Mitterbach am Erlaufsee KG: Mitterbachseerotte GrStNr: .53 Standort                                                        | Der Baum musste im April 2021 gefällt werden, da er innen hohl war und bereits Personen durch große herabfallende Äste gefährdet wurden. |         | 1942       |
| 0 BW | Datei hochladen | Taubenloch                                                                        | LF-082  | Mitterbach am Erlaufsee KG: Mitterbachseerotte GrStNr: 365 Standort                                                        | Das Taubenloch (Kataster-Nr. 1816/6c, d) ist Teil des Ötscherhöhlensystems. Zum Zeitpunkt der Unterschutzstellung war die Verbindung zum Geldloch noch nicht gefunden. |         | 20.10.1966 |
| 0 BW | Datei hochladen | 1 Eibe                                                                            | LF-087  | Mitterbach am Erlaufsee KG: Mitterbachseerotte GrStNr: 329/2 Standort                                                      | Anmerkung: Objektvermutung |         | 24.06.1983 |
| 1    | Datei hochladen | 1 Linde                                                                           | LF-025  | Mitterbach am Erlaufsee KG: Mitterbachseerotte GrStNr: 266/2 Standort                                                      | |         | 07.09.1942 |
| 1    | Datei hochladen | 1 Sommerlinde                                                                     | LF-070  | Mitterbach am Erlaufsee KG: Mitterbachseerotte GrStNr: 119/5 Standort                                                      | |         | 12.01.1962 |
| 1    | Datei hochladen | 1 Winterlinde                                                                     | LF-026  | Mitterbach am Erlaufsee KG: Mitterbachseerotte GrStNr: .89 Standort                                                        | |         | 07.09.1942 |
| 1    | Datei hochladen | Erlaufursprung samt Felsgebilde im Umkreis von 20 Meter                           | LF-056  | Mitterbach am Erlaufsee KG: Mitterbachseerotte GrStNr: 305/1 Standort                                                      | |         | 25.06.1954 |
| 0 BW | Datei hochladen | Naturhöhle „Galmeiloch oder Gomainlucke“                                          | LF-031  | Mitterbach am Erlaufsee KG: Mitterbachseerotte GrStNr: 314/18 Standort                                                     | Das Galmeiloch (Kataster-Nr. 1816/4, auch Gomainlucke, Gumeilloch, Gumenloch) ist eine 226 Meter lange und 68 Meter tiefe Höhle im Dachsteinkalk des Ötschers, der Einstieg befindet sich in einer Trichterdoline südöstlich der Brunnsteinalm. Die Höhle ist ein altes Nixbergwerk, aus der verfestigten Bergmilch wurden Votivfiguren für Mariazell-Wallfahrten angefertigt. Skelettfunde Elch. Der Nixgräberdom hat eine Länge von 70 m, 10 bis 20 m Breite und eine Höhe von bis zu 20 m. |         | 07.09.1942 |
| 1    |                 | Geldloch im Ötscher                                                               | LF-H-15 | Mitterbach am Erlaufsee KG: Mitterbachseerotte GrStNr: 365 Standort                                                        | |         | 18.04.1963 |
| 1    | Datei hochladen | 1 Schwarzkiefer                                                                   | LF-044  | Rohrbach an der Gölsen KG: Durlaß GrStNr: 249 Standort                                                                     | |         | 04.03.1948 |
| 0 BW | Datei hochladen | 3 Winterlinden                                                                    | LF-045  | Rohrbach an der Gölsen KG: Oberrohrbach GrStNr: 31/1 Standort                                                              | Anmerkung: Objektvermutung/grundstücksgenau – befinden sich auf dem Grundstück des Schlosses Bergau |         | 31.03.1948 |
| 1    | Datei hochladen | 1 Sommerlinde                                                                     | LF-072  | Rohrbach an der Gölsen KG: Unterrohrbach GrStNr: 252/1 Standort                                                            | Sommerlinde, laut Bescheid zum 60. Regierungsjubiläum Kaiser Franz Joseph I. als Kaiserlinde gepflanzt. |         | 05.12.1963 |
| 1    | Datei hochladen | 2 Sommerlinden                                                                    | LF-075  | Rohrbach an der Gölsen KG: Unterrohrbach GrStNr: 248/3 Standort                                                            | Am Standort nahe dem Bahnhof Rohrbach/Gölsen ist nur eine der beiden Sommerlinden auffindbar – die südliche der beiden Linden musste anscheinend gefällt werden. Lt. Bescheid wurden am Christuskreuz zwischen den beiden Linden bei Begräbnissen Verstorbene von außerhalb des Ortskerns hier abgestellt und eingesegnet. |         | 05.12.1963 |
| 1    | Datei hochladen | Winterlinde                                                                       | LF-101  | St. Aegyd am Neuwalde KG: St. Aegyd am Neuwalde GrStNr: 207/6 191 Standort                                                 | |         | 02.03.1993 |
| 1    | Datei hochladen | Felsgebilde                                                                       | LF-017  | St. Aegyd am Neuwalde KG: Mitterbachamt GrStNr: 373/1; 378/1 Standort                                                      | |         | 28.08.1933 |
| 1    | Datei hochladen | 1 Bergahorn                                                                       | LF-085  | St. Aegyd am Neuwalde KG: Weißenbachamt GrStNr: 210/4 Standort                                                             | |         | 24.02.1981 |
| 0 BW | Datei hochladen | 4 Rotbuchen, 1 Lärche, 1 doppelstämmiger Bergahorn                                | LF-083  | St. Aegyd am Neuwalde KG: Weißenbachamt GrStNr: 535/2 Standort                                                             | |         | 24.06.1969 |
| 1    | Datei hochladen | 1 Sommerlinde                                                                     | LF-015  | St. Aegyd am Neuwalde KG: Keeramt GrStNr: 306/1 Standort                                                                   | |         | 13.11.1930 |
| 1    | Datei hochladen | Moor am Gscheid                                                                   | LF-099  | St. Aegyd am Neuwalde KG: Herrschaftsgründe GrStNr: 91/2; 92/2; 95/1; 498/3; 76/1; 77; 80; 81; 84; 87; 91/1; 76/2 Standort | | 2,67 ha | 30.12.1999 |
| 1    | Datei hochladen | Hasensteinluke                                                                    | LF-098  | St. Veit an der Gölsen KG: Obergegend GrStNr: 89/1 Standort                                                                | |         | 04.05.1995 |
| 0 BW | Datei hochladen | Wendelluke                                                                        | LF-097  | St. Veit an der Gölsen KG: Innerwiesenbach GrStNr: 712/2 Standort                                                          | Anmerkung: Objektvermutung: Direkt am Fuß der Nordostwand des Wendelgupf |         | 04.05.1995 |
| 1    | Datei hochladen | 1 Eiche                                                                           | LF-091  | St. Veit an der Gölsen KG: Schwarzenbach GrStNr: 724/6 Standort                                                            | Zum Zeitpunkt der Unterschutzstellung 150-jährige Eiche am Bahndamm der Leobersdorfer Bahn im Ortsteil Gegendegg. |         | 31.07.1995 |
| 0 BW | Datei hochladen | 2 Edelkastanien                                                                   | LF-092  | St. Veit an der Gölsen KG: Schwarzenbach GrStNr: 15 Standort                                                               | |         | 04.05.1995 |
| 1    | Datei hochladen | 1 Traubeneiche                                                                    | LF-093  | St. Veit an der Gölsen KG: Wiesenfeld GrStNr: 52; 85 Standort                                                              | Zum Zeitpunkt der Unterschutzstellung 100-jährige Traubeneiche, die aufgrund ihrer exponierten Lage und Größe als schützenswert eingestuft wurde. |         | 31.07.1995 |
| 1    | Datei hochladen | 1 Winterlinde                                                                     | LF-094  | St. Veit an der Gölsen KG: Wiesenfeld GrStNr: 39/22 Standort                                                               | Mehrere hundert Jahre alte Winterlinde im Ortsteil Wiesenfeld, die aufgrund ihrer exponierten Lage und Größe unter Schutz gestellt wurde. |         | 31.07.1995 |
| 0 BW | Datei hochladen | 1 Eibe                                                                            | LF-028  | Traisen KG: Traisen GrStNr: 1380 Standort                                                                                  | |         | 07.09.1942 |
| 0 BW | Datei hochladen | 1 Stieleiche                                                                      | LF-029  | Traisen KG: Traisen GrStNr: 1247/1 Standort                                                                                | Anmerkung: Objektvermutung/grundstücksgenau |         | 07.09.1942 |
| 1    | Datei hochladen | 1 Stieleiche                                                                      | LF-081  | Traisen KG: Traisen GrStNr: 1211/7 Standort                                                                                | |         | 09.05.1966 |
| 1    | Datei hochladen | Eichenbaumgruppe                                                                  | LF-080  | Traisen KG: Traisen GrStNr: 867/1 Standort                                                                                 | |         | 09.05.1966 |
| 0    | Datei hochladen | 1 Eibe                                                                            | LF-008  | Türnitz KG: Anthofrotte GrStNr: 287                                                                                        | |         |            |
| 1    | Datei hochladen | 1 Kornelkirsche                                                                   | LF-005  | Türnitz KG: Anthofrotte GrStNr: 477/3 Standort                                                                             | |         |            |
| 1    | Datei hochladen | Tropfsteinhöhle (Paulinenhöhle)                                                   | LF-018  | Türnitz KG: Anthofrotte GrStNr: 402/1 Standort                                                                             | Die Paulinenhöhle (Kataster-Nr. 1837/11, auch Goldfahndlloch, Goldfahndllucke, Goldloch, Goldlucke) hat eine Länge von rund 240 Metern. Die Höhle wurde 1927 als Schauhöhle erschlossen, die Anlagen sind verfallen. Die Höhle ist zoologisch bedeutsam. Funde von Höhlenbärenknochen. |         |            |
| 1    | Datei hochladen | Wackelstein                                                                       | LF-061  | Türnitz KG: Anthofrotte GrStNr: 402/1 Standort                                                                             | |         | 19.01.1957 |
| 0 BW | Datei hochladen | 1 Eibe                                                                            | LF-002  | Türnitz KG: Außerfahrafeld GrStNr: 67/1 Standort                                                                           | Anmerkung: Objektvermutung/grundstücksgenau |         | 28.10.1926 |
| 1    | Datei hochladen | 1 Sommerlinde                                                                     | LF-071  | Türnitz KG: Außerfahrafeld GrStNr: 184 (alt: 37) Standort                                                                  | |         | 18.11.1963 |
| 0 BW | Datei hochladen | 3 Winterlinden                                                                    | LF-058  | Türnitz KG: Außerfahrafeld GrStNr: 5 Standort                                                                              | Anmerkung: Objektvermutung/grundstücksgenau – auf einer Wiese zwischen Lilienfelderhütte und der Hütte der Alpenvereinsjugend |         | 10.11.1954 |
| 0 BW | Datei hochladen | 1 Sommerlinde                                                                     | LF-038  | Türnitz KG: Lehenrotte GrStNr: 256 Standort                                                                                | |         |            |
| 0 BW | Datei hochladen | 1 Eibe                                                                            | LF-010  | Türnitz KG: Türnitz GrStNr: 87/1 Standort                                                                                  | |         |            |
| 1    | Datei hochladen | 1 Stieleiche                                                                      | LF-039  | Türnitz KG: Türnitz GrStNr: 204/1 Standort                                                                                 | |         |            |
| 0 BW | Datei hochladen | Felsgebilde (Kalksteinsäule „Domeniggfelsen“ bzw. „Domeniggfelsen“ am Gayerstein) | LF-012  | Türnitz KG: Türnitz GrStNr: 157 Standort                                                                                   | Anmerkung: Objektvermutung/grundstücksgenau |         |            |
| 1    | Datei hochladen | Falkenschlucht mit Nixluke                                                        | LF-062  | Türnitz KG: Weidenaurotte GrStNr: 365/4; 328/3 Standort                                                                    | → Hauptartikel : Falkenschlucht (Niederösterreich) f1 |         | 20.11.1957 |
| 1    | Datei hochladen | Innerebengrotte                                                                   | LF-086  | Türnitz KG: Weidenaurotte GrStNr: 365/4 Standort                                                                           | |         | 22.06.1981 |

## Ehemalige Naturdenkmäler
| Foto |                 | Name                          | ID      | Standort                                                             | Beschreibung | Fläche | Datum      |
| ---- | --------------- | ----------------------------- | ------- | -------------------------------------------------------------------- | --- | ------ | ---------- |
| 1    | Datei hochladen | 1 Sommerlinde beim Stadlerhof | LF-089  | Annaberg KG: Haupttürnitzrotte GrStNr: 34 Standort                   | |        | 05.12.1989 |
| 1    | Datei hochladen | 1 Winterlinde                 | LF-088  | Annaberg KG: Lassingrotte GrStNr: 207/1 Standort                     | |        | 21.12.1988 |
| 1    | Datei hochladen | 2 Sommerlinden                | LF-059  | Eschenau KG: Eschenau GrStNr: 1391/82 Standort                       | |        | 20.11.1954 |
| 1    | Datei hochladen | 1 Stieleiche                  | LF-006  | Hainfeld KG: Gegend Eck GrStNr: 541 Standort                         | Stieleiche, die laut Beschilderung in der Regierungszeit Friedrich des Streitbaren im 13. Jahrhundert zwischen 1230 und 1246 gepflanzt wurde.                                                                                             |        | 05.09.1929 |
| 0 BW | Datei hochladen | Sommerlinde                   | LF-063  | Hainfeld KG: Ob der Kirche GrStNr: 38/3 Standort                     | Anmerkung: Lt. Bewohnern des naheliegenden Hofes bei einem Sturm umgefallen. |        | 08.09.1959 |
| 0    |                 | Türkenloch                    | LF-H-34 | Kleinzell KG: Ebenwald GrStNr: 732/1                                 | |        | 19.07.1967 |
| 0    | Datei hochladen | 3 Eiben                       | LF-032  | Kleinzell KG: Hinterhallbach GrStNr: 2291/1                          | |        | 10.06.1996 |
| 0 BW | Datei hochladen | 1 Sommerlinde                 | LF-057  | Hohenberg KG: Innerfahrafeld GrStNr: 41/2 Standort                   | |        | 04.11.1954 |
| 0    | Datei hochladen | 1 Linde, 1 Esche              | LF-046  | Lilienfeld KG: Stangenthal GrStNr: 205/46                            | |        | 30.06.1949 |
| 1    | Datei hochladen | 1 Winterlinde                 | LF-069  | Mitterbach am Erlaufsee KG: Mitterbachseerotte GrStNr: 19/1 Standort | |        | 12.01.1962 |
| 0 BW | Datei hochladen | 1 Linde                       | LF-067  | Ramsau KG: Schneidbach GrStNr: 161/4 Standort                        | |        | 22.03.1962 |
| 0 BW | Datei hochladen | 1 Esche                       | LF-014  | St. Aegyd am Neuwalde KG: Keeramt GrStNr: 279 Standort               | |        | 13.11.1930 |
| 0 BW | Datei hochladen | 1 Linde                       | LF-041  | St. Ägyd am Neuwalde KG: Weißenbachamt GrStNr: .17/3 Standort        | |        | 14.02.2002 |
| 1    | Datei hochladen | 2 Winterlinden                | LF-095  | St. Veit an der Gölsen KG: Außerwiesenbach GrStNr: 147; 152 Standort | Die zwei Winterlinden stellen aufgrund ihrer mächtigen Erscheinung und exponierten Lage eine „wertvolle und gestaltende Bereicherung des Landschaftsbilds dar.“. Sie wurden seit der Unterschutzstellung 1995 deutlich zurückgeschnitten. |        | 31.07.1995 |
| 0 BW | Datei hochladen | 1 Stieleiche                  | LF-096  | St. Veit an der Gölsen KG: Schwarzenbach GrStNr: 558/1 Standort      | |        | 04.05.1995 |
| 1    | Datei hochladen | 2 Zitterpappeln               | LF-047  | Traisen KG: Traisen GrStNr: 1185/9 Standort                          | Im Naturschutzbescheid fälschlich Zitterpappel, tatsächlich Pyramidenpappel (Populus nigra 'italica' ) |        | 10.03.1950 |
| 1    | Datei hochladen | 1 Schwarzerle                 | LF-011  | Türnitz KG: Türnitz GrStNr: 375/1 Standort                           | |        |            |
| 0 BW | Datei hochladen | 1 Sommerlinde                 | LF-040  | Türnitz KG: Traisenbachrotte GrStNr: 328 Standort                    | |        |            |

| Foto:                    | Fotografie des Naturdenkmals. Klicken des Fotos erzeugt eine vergrößerte Ansicht. Daneben finden sich zwei Symbole: \| Weitere Bilder vorhanden \| Das Symbol bedeutet, dass weitere Fotos des Objekts verfügbar sind. Durch Klicken des Symbols werden sie angezeigt. \| \| Eigenes Foto hochladen \| Durch Klicken des Symbols können weitere Fotos des Objekts in das Medienarchiv Wikimedia Commons hochgeladen werden. \| |
| Name:                    | Bezeichnung des Naturdenkmals laut offiziellen Quellen |
| ID                       | Identifikator |
| Standort:                | Es ist die Gemeinde und falls vorhanden die Adresse angegeben. Darunter sind die Katastralgemeinde (KG) und die Grundstücksnummer angeführt. Durch Aufruf des Links Standort wird die Lage des Denkmals in verschiedenen Kartenprojekten angezeigt. |
| Beschreibung             | Kurze Beschreibung des Naturdenkmals |
| Fläche                   | Fläche des Naturdenkmals in Hektar (ha) |
| Datum                    | Datum oder Jahr der Unterschutzstellung |
| Weitere Bilder vorhanden | Das Symbol bedeutet, dass weitere Fotos des Objekts verfügbar sind. Durch Klicken des Symbols werden sie angezeigt. |
| Eigenes Foto hochladen   | Durch Klicken des Symbols können weitere Fotos des Objekts in das Medienarchiv Wikimedia Commons hochgeladen werden. |